# Veauville-lès-Quelles
Veauville-lès-Quelles és un municipi francès situat al departament del Sena Marítim i a la regió de Normandia. L'any 2007 tenia 104 habitants.

## Demografia

### Població
El 2007 la població de fet de Veauville-lès-Quelles era de 104 persones. Hi havia 44 famílies de les quals 12 eren unipersonals (12 dones vivint soles i 12 dones vivint soles), 12 parelles sense fills i 20 parelles amb fills.
La població ha evolucionat segons el següent gràfic:
Habitants censats

### Habitatges
El 2007 hi havia 55 habitatges, 42 eren l'habitatge principal de la família, 12 eren segones residències i 1 estava desocupat. Tots els 55 habitatges eren cases. Dels 42 habitatges principals, 34 estaven ocupats pels seus propietaris i 9 estaven llogats i ocupats pels llogaters; 1 tenia una cambra, 2 en tenien dues, 13 en tenien tres, 7 en tenien quatre i 20 en tenien cinc o més. 37 habitatges disposaven pel capbaix d'una plaça de pàrquing. A 23 habitatges hi havia un automòbil i a 16 n'hi havia dos o més.

### Piràmide de població
La piràmide de població per edats i sexe el 2009 era:
| Homes | Edats   | Dones |
| ----- | ------- | ----- |
| 0     | 95 o +  | 0     |
| 0     | 90 a 94 | 0     |
| 0     | 85 a 89 | 4     |
| 0     | 80 a 84 | 0     |
| 0     | 75 a 79 | 0     |
| 0     | 70 a 74 | 4     |
| 4     | 65 a 69 | 0     |
| 0     | 60 a 64 | 0     |
| 4     | 55 a 59 | 4     |
| 0     | 50 a 54 | 4     |
| 4     | 45 a 49 | 0     |
| 4     | 40 a 44 | 4     |
| 4     | 35 a 39 | 4     |
| 8     | 30 a 34 | 0     |
| 4     | 25 a 29 | 4     |
| 0     | 20 a 24 | 4     |
| 0     | 15 a 19 | 0     |
| 0     | 10 a 14 | 8     |
| 0     | 5 a 9   | 12    |
| 0     | 0 a 4   | 0     |

## Economia
El 2007 la població en edat de treballar era de 70 persones, 47 eren actives i 23 eren inactives. De les 47 persones actives 41 estaven ocupades (21 homes i 20 dones) i 6 estaven aturades (2 homes i 4 dones). De les 23 persones inactives 7 estaven jubilades, 11 estaven estudiant i 5 estaven classificades com a «altres inactius».
Activitats econòmiques
Dels 2 establiments que hi havia el 2007, 1 era d'una empresa immobiliària i 1 d'una empresa de serveis.
L'únic servei als particulars que hi havia el 2009 era una agència immobiliària.
L'any 2000 a Veauville-lès-Quelles hi havia 6 explotacions agrícoles.

## Poblacions més properes
El següent diagrama mostra les poblacions més properes.